# Картонний кутник
Карт́онний захисн́ий ку́тник, або картонний кутник — вид промислового картонного пакування, повздовжно зігнута смуга з картонної маси, призначений для захисту від фізичного пошкодження кутів пакування під час перевезення чи складування. Використовується в промисловості в сухопутних, морських та авіаперевезеннях.

## Історія
Картонний кутник виник вперше в Європі на початку 80-х рр. ХХ ст. через потребу промисловості у економічному та екологічному виробі, який можна використати для захисту зовнішніх кутків чи граней товару при перевезенні з метою їх захисту. Перше виробництво кутника в Україні почалося в 2007 р.

## Характеристики

### Виготовлення
Кутник виготовляється на спеціальній машині, із двох або більше шарів стрічкового макулатурного картону, який накладається шарами та обгортається зовнішнім шаром із спеціального паперу або картону. Машина з виготовлення кутника складається з станції подавання картону з бобін, станції склеювання, станції попереднього та остаточного формування з допомогою валів-пресів, та станції поперечного різання кутника на виході.

### Параметри
Параметрами, які визначають асортимент кутника, є довжина (а), ширина полички (б, б1) і товщина (в). Можуть існувати рівносторонні (симетричні) та нерівносторонні (асиметричні) види кутника, які, відповідно, мають однакове значення ширини обох поличок, або різні. Стандартні розміри полички кутника становлять від 25 до 100 мм, товщина — від 2 до 15 мм. Кутник розрахований на захист від горизонтального (бокового) та вертикального (зверху) навантаження.